# Krasne (gmina, Basses-Carpates)
Pour les articles homonymes, voir Krasne.
Krasne est une gmina rurale du powiat de Rzeszów, Basses-Carpates, dans le sud-est de la Pologne. Son siège est le village de Krasne, qui se situe environ 7 km à l'est de la capitale régionale Rzeszów.
La gmina couvre une superficie de 39,4 km2 pour une population de 9 576 habitants.

## Géographie
La gmina borde la ville de Przemyśl et les gminy de Bircza, Fredropol, Krzywcza et Przemyśl.